# Ingénieur en électromécanique
 (avril 2020).
L'ingénieur électromécanique  (Électromécanique) (Ingénieur en génie électromécanique ) est le spécialiste des systèmes mécaniques constitués d’éléments électriques. L’ingénieurie en électromagnétique est une spécialité rare.
Un ingénieur électromécanicien est spécialiste  dans la conception et la maintenance de systèmes mécaniques mais aussi de systèmes électriques.
La complémentarité entre les sciences fondamentales et l’ingénierie, font que cette formation soit très convoitée par les industriels.
L'électromécanique est un domaine étudié depuis longtemps. Cependant, il reste constamment l'objet d'innovations technologiques. Il conçoit et met à l'essai des installations et des éléments électroniques utilisés dans plusieurs secteurs tels que l'énergie, l'aviation, la communication, l'informatique ou la télécommunication, le domaine médical, l'automation, l'énergie, et plusieurs autres secteurs.
l’ingénieur en électromécanique est amené à évoluer au sein de nombreux domaines d’activités :
- Concevoir et tester des systèmes électroniques dédiés à différents secteurs de la société (énergie, aviation, communication, informatique et télécommunications, médical, automation, ...).
- Estimer les coûts de fabrication, d'installation, d'entretien et de maintenance des systèmes électromécaniques.
- Développer du prototype au produit final un système électromécanique dédié à un secteur particulier de la société
- De nombreux autres défis attendent l'ingénieur électromécanicien
- Installer des machines neuves dans une usine[3]
- Effectuer le montage des éléments de la machine
- Contrôler et prévenir les risques de pannes de façon régulière
- Procéder à la réparation (ou faire réparer, ou faire changer) du matériel défectueux

Peu d'autres applications pratiques de l'électromécanique sont :
- Micro-systèmes électromécaniques
- Véhicule et sous-système de véhicule
- Appareils photographiques portatifs

## Salaire
Au Canada, selon l’enquête sur la rémunération des ingénieurs, un ingénieur mécanique touche en moyenne un salaire annuel de 101 606 $, et un ingénieur électrique, 103 345 $. On peut donc estimer qu’un ingénieur électromécanique gagne environ 102 000 $, un montant d’ailleurs très près de la moyenne des ingénieurs québécois, qui est de 101 726 $.

## Tunisie
En Tunisie, les ingénieurs en électromécanique sont formés dans de multiples instituts qui font partie du ministère de l'Enseignement supérieur et de la Recherche scientifique. 
La formation des ingénieurs est assurée par plusieurs instituts répartis dans plusieurs gouvernorats différents dans lesquels ils acquièrent une formation polyvalente et complémentaire à celle acquise en cycle préparatoire, dont :  
- École supérieure privée d'ingénierie et de technologie - ESPRIT
- École national d'ingénieurs de Sfax
- Université privée des sciences avancée de Sfax - IPSAS - (Polytechnique)[6]
- Université centrale de Tunis[7]
- École Polytechnique Sousse[8]